# Slag bij Damme
De Slag bij Damme was een zeeslag tussen de Franse en Engelse vloot op 30 en 31 mei 1213. Door de Engelse overwinning viel de Franse invasiedreiging weg.
Het is niet volledig duidelijk of er sprake was van een echte zeeslag. Het Zwin was daarvoor te nauw bij Damme, maar mogelijk troffen schepen elkaar verderop waar het breder was.

## Achtergrond
Damme lag aan de monding van een (inmiddels dichtgeslibde) zijrivier van het Zwin, een zeearm die toen behoorde tot het graafschap Vlaanderen. Het was een havenplaats voor Brugge.
Koning Filips II van Frankrijk plande een invasie van Engeland, waar de geëxcommuniceerde koning Jan zonder Land te maken had met opstandige baronnen. Zelf had Jan een coalitie gesmeed met de Duitse keizer Otto IV om via een gecombineerde aanval op twee fronten een einde te maken aan het Franse koningschap. Graaf Ferrand van Vlaanderen, gegriefd door het eerdere verlies van Ariën en Sint-Omaars, weigerde aan de invasieplannen van zijn Franse leenheer mee te werken en genoot de steun van de grote steden Gent, Brugge en Ieper. In mei onderwierp Jan zonder Land zich aan paus Innocentius III, waarop Filips besloot dan maar Vlaanderen binnen te vallen. Vanuit Calais rukte hij op 23 mei via Ieper op naar Brugge, terwijl zijn vloot onder Savary de Mauléon het Zwin opvoer en Damme nam. Het leger van Filips sloeg nu het beleg op voor Gent, maar ondertussen kwam de vloot van koning Jan van Engeland de Vlamingen bijstaan.

## Verloop
De Engelse vloot bestond uit 500 schepen, 700 ridders en hun gevolgen en een grote krijgsmacht van huurlingen onder leiding van William Longespée, de derde graaf van Salisbury. Hij werd onder meer bijgestaan door Reinoud van Dammartin en Willem I van Holland. De vloot verliet Engeland op 28 mei 1213 en voer twee dagen later het Zwin binnen. Daar troffen ze een grote vloot van 1700 Franse schepen, zwaar beladen met voorraden voor de geplande invasie. De meeste soldaten van het Franse leger waren weg voor het beleg van Gent en zo werd de vloot haast uitsluitend beschermd door zeelieden, ook al omdat de troepen nog volop Damme en omstreken aan het plunderen waren. De Franse armada was zo groot dat hij deels buiten de haven geankerd lag en er ook boten op het strand waren getrokken.
De Engelsen vielen direct aan, waarbij ze ongeveer 300 schepen buit maakten of tot zinken brachten en een honderdtal schepen verbrandden. Het duurde een tijd alvorens de Franse troepen kwamen toegesneld om weerstand te bieden en hun boten te bemannen. De volgende dag hernamen de Engelsen hun aanval en probeerden ze met Vlaamse steun de haven zelf en de stad over land aan te vallen, maar ze werden afgeslagen door het Franse garnizoen. Ondertussen had Filips het beleg van Gent opgeheven en was hij met zijn leger in allerijl naar Damme gekomen, dat hij bij aankomst op 2 juni in de as liet leggen. De Engelsen gingen haastig weer aan boord en vertrokken met de buit.

## Nasleep
Ondanks de Engelse aftocht gaf de Franse koning opdracht om zijn geredde vloot in de Damse haven te verbranden. Mogelijk was hij bevreesd dat de Engelsen haar alsnog zouden bemachtigen, nu de haven door wrakhout en gezonken schepen geblokkeerd was. Ook was hij wellicht niet overtuigd van de loyaliteit van zijn vloot, die was gelicht in voormalig Engelse gebieden en in zijn ogen een ondermaatse prestatie had geleverd. De koning was furieus op de Vlamingen en gaf zijn leger opdracht de steden te verwoesten en de boeren te doden of te verkopen.
De Engelsen keerden terug met de gekaapte schepen en een grote buit. Volgens de biograaf van Willem de Maarschalk was er sinds de tijd van koning Arthur niet z'n grote buit terug meegenomen naar Engeland.
De Vlamingen kozen definitief de zijde van de Engels-Welfische coalitie, maar werden met hen beslissend verslagen in de Slag bij Bouvines (1214). De Franse koning was erin geslaagd zijn tegenstanders afzonderlijk te confronteren en had enkele weken eerder al de Slag bij La Roche-aux-Moines gewonnen.